# 640. grenadirski polk (Wehrmacht)
640. grenadirski polk (izvirno nemško 640. Grenadier-Regiment; kratica 640. GR) je bil pehotni polk Heera v času druge svetovne vojne.

## Zgodovina
Polk je bil ustanovljen 15. februarja 1945 s preoblikovanjem 640. pehotnega poljskošolskega polka in dodeljen Pehotni diviziji Kurland.